# 国鉄デハ43200系電車
デハ43200系は、かつて日本国有鉄道（国鉄）の前身である鉄道省に在籍した木造直流用電車を便宜的に総称したものである。
本項では、43200形、43850形、43100形、43550形について記述する。

## 概要
本系列は1922年から1925年に製造されたもので、当初の導入計画は東海道線の電化に伴う東京 - 国府津間の長距離電車運転（東京 - 小田原間とする文献や、東京 - 小田原間および横須賀線とする文献もある）計画に基づくものであった。
東海道線の電化計画は、1919年7月11日の「国有鉄道運輸に関し、石炭の節約を図る件」の閣議決定に伴い、同年7月31日に発足した鉄道院（1920年以降は鉄道省）の鉄道電化調査委員会により東海道線東京 - 小田原間が横須賀線大船 - 横須賀間、中央線八王子 - 甲府間とともに早急に電化する区間とされたものであり、その後、1922年の第46回帝国議会で東京 - 神戸間の電化が1928年までの竣工で協賛されている。
本系列は鉄道省としては初の長距離用電車で、後年の32系電車や80系電車の前駆となったものであり、多くの新設計が採用された本系列には三等制御電動車の43200形と三等・荷物・郵便制御電動車の43850形、三等付随車の43550形、二等付随車の43100形が用意されており、その主な特徴は以下の通り。
- 車体幅を従来より約110 mm拡大。
- 側面の扉は片側2箇所で、二等車・三等車とも座席は鉄道省の電車としては初めてセミクロスシートを採用。
- 三等付随車の43550形には鉄道省の電車として初めてトイレを設置。
- 主電動機は出力を従来の105 PS（架線電圧1200 V）から150 PS（架線電圧1500 V）に強化した新設計のものを搭載。
- 主制御器は新設計で国産の電磁空気カム軸接触器式のものを搭載。

しかしながら1923年9月1日に発生した関東大震災により、東海道線の電車運転計画は中止となり、通勤ラッシュ緩和のための車体大型化用として京浜線に転用され、その後の製造は本系列の設計をベースとして乗降扉・座席を近距離用に改めたデハ63100系に移行した。本系列も1927年度までに43200形と43850形は63100形に、43550形は33550形に改造・編入され、二等付随車の43100形はボックスシートが好評だったため、デハ63100系の二等車としてそのまま京浜線で使用された。

## 構造

### 車体
車体はデハ33500系の基本設計を踏襲しており、台枠もこれと共通形式の長形台枠であるUF13（電動車）・UF14（付随車）であるが、各部寸法がメートル法に改められている。
台枠構造は当時の標準的な構造で、車体左右に側梁を2410 mm間隔で、中央に中梁2本をUF13は端梁・枕梁間は356 mm間隔、枕梁間は270 mm間隔で、UF14は全長にわたって356 mm間隔で車体全長に渡って配置しており、これに端梁と枕梁（270 mm間隔）ならびに横梁をUF13は6本、UF14は7本を組合わせたもので、これらの梁はいずれも203 mm × 76 mm × 9.5 mm（8 in× 3in × 1 in）の溝形鋼を使用している。組立にはにはリベットを使用して必要に応じ当板で補強をしているほか、木造車は車体構体に垂直荷重を分担させるころが出来ないため、各側梁とおよび中梁毎に計4本のトラス棒を設置している。
車体は全長16820 mm、車体長16150 mmの木造車体となっている。当時、客車については1919年以降の建築限界との間隙の縮小による車両限界拡大に伴い、基本形客車から車体幅が約210 mm拡大されて2805 mmに拡大された大形客車へ移行していたが、本系列においても、一部既存電車区間を通過するため客車と同等の車体幅にはできなかったものの、車体幅がデハ33500系より110 mm拡幅されて2700 mmに、最大幅は同じく110 mm拡幅されて2810 mmとなった。木材をほぞ継ぎや金輪継、当金や継手を介したボルト組みや羽子板ボルト、引張ボルトなどで組立てられるほか、木ねじも使用されている。さらに側構体には43200形と43550形には3箇所、43850形と43100形には4箇所の鉄柱が組込まれている。また、車体の使用材料の仕様、塗装等は客車の仕様と全く同様であり、木材はベイマツ、ナラ、シオジを主体としてチーク、ケヤキなどを使用しており、車体外板は漆塗ととしており、色は黒色であった。
屋根は全長にわたって二重構造とした二重屋根（ダブルルーフ、レイルロードルーフ、母屋屋根などとも呼ばれる）で、ガーランド式ベンチレーターを明取り部側面に43850形は左右5箇所ずつ、その他の形式は4箇所ずつ設置しているほか、43200形には4箇所、それ以外の形式には5箇所の鉄垂木が組込まれ、43200形と43850形の集電装置取付座部分にも荷重を受ける鉄垂木が組込まれている。

### 室内
三等車の室内は43200形および43550形は乗降扉間の中央部がボックスシート、乗降扉横部と車体端部までがロングシートの配置、ロングシートは背摺りを含む奥行が480 mm、ボックスシートのシートピッチは大型客車の三等車である24400形（後の22000系ナハ22000形）と同じ1300 mm、背摺りを含む奥行は405 mm、横幅は24400形の990 mmより狭く、中形客車の三等車の914 mmとほぼ同等の915 mmとなっている。座席の座面は布張りのクッション、背摺りは板張りであり、ロングシートの背摺りは断面は従前の電車と同じく半径2200 mmと300 mmのカーブを組合わせたものである一方、ボックスシートの背摺りは客車と同じく垂直の平板状のものであった。
二等車の43100形の室内は乗降扉間の中央部がボックスシート、乗降扉横部と車体端部までがロングシートの配置となっている。ロングシートは背摺りを含む奥行が610 mm、ボックスシートのシートピッチは大型客車のボックスシートの二等車である21700形（後の22000系ナロ20600形およびナロ20700形）の1900 mmより若干狭い1700 mmで、横幅は21700形の1015/990 mmから965 mmに若干縮小されている。また、二等室の座席は背摺り、座面ともに布張りのクッションとなっている。
三等・郵便・荷物合造車の43850形の三等室はロングシートのみの配置で、座席その他客室内設備は43200形などのロングシート部と同様のものとなっている。郵便室には側面に幅910 mmの手動・片開式郵便用扉が設けられ、室内には六号区分棚と呼ばれる区分棚と押印台と折畳腰掛、網棚などが設置されていたほか、荷物室には側面に幅1220 mmの手動・両開式荷物用扉が設けられて、室内には折畳式の棚と事務用机、折畳腰掛が設置されており、郵便室との仕切は二枚折戸を両開式にしたものとして全面開放できるものとしている。
このほか、二等車、三等車とも乗降扉は手動・片開扉で43850形の中央扉のみ幅910 mmで、その他は幅1100 mmとなっており、床面高さは後の30系、31系などと同一の1200 mmであるが乗降口下部には高さ172 mmの1段のステップが設置されている。ロングシート部の天井には吊革が設置されているほか、連結部の貫通扉は内開式で貫通幌は装備されていない。43500形の車端部には長さ1150 mm、幅800 mmの便所とその入口部分に幅700 mmの洗面所が設置されている。また、室内の壁面や櫛桁は枠縁にベニヤ板を嵌めたものを木目を活かしたワニス仕上げとしたもの、天井は当時の客車と同じく二等室はベニヤ板の一枚板張り、三等室はレール方向に板材を短尺張りとしたもので、いずれも白色塗装となっており、床は幅約150 mmの板材を枕木方向に張ったものとなっている。
運転室内は従来の中央運転台から左側運転台となり、貫通扉を使用する際には運客仕切戸によって運転台のある運転室左側を仕切ることができる構造となっていた。運転室内には主幹制御器、制動弁、双針圧力計、笛弁、パンタグラフの上げ用電磁弁/下げ用電磁弁/手押しポンプ、パンタグラフ上下用・制御用・転路開閉器用・電灯制御用の各開閉器、制御回路用ヒューズ、手用制動機、車掌弁などが設置されている。

### 主要機器
小田原までのロングラン対応と高速運転、また車体の大型化に対応して、主電動機は従来の京浜線用100 PS（85 kW）級（MT4：端子電圧675V、定格回転数890 rpm）に代わる新設計の150 PS（100 kW）級（端子電圧675 V、定格回転数635 rpm）電動機を採用することとなり、国内外の電機メーカー各社で長距離型の本系列および近距離型の63100系用として日立製作所RM-257（省形式MT7：368基）、芝浦製作所SE-114（同MT9：112基）、東洋電機製造TDK-502（同MT10：220基）、メトロポリタン＝ヴィッカースA-1506（同MT12：64基）、三菱電機MB-94A（同MT13：8基）、奥村製作所MD-27（同MT14：4基）が製造されている。歯車比は本系列以降51系までの近距離用電車の標準となる2.52で、定格速度は42 km/h、定格牽引力は34.3 kNとなっており、こちらも31系・33系までのMT15系主電動機を搭載した弱界磁制御なしの近距離用電車と同一となっている。
主制御器は主電動機同様、本系列用の新設計で、33500形では電磁単位接触器式C-36-Dであったが、本系列では電磁空気カム軸式カム軸式となり、アメリカのゼネラル・エレクトリック製MコントロールのRP101をベースとした芝浦製作所製のCS1（メーカー型式RPC-101）もしくは、日立製作所製独自開発ののCS2（メーカー型式PRY-11、後にPR150）を43200形および43850形に搭載している。なお、当初はCS1を主に使用し、CS2は試作品として7両分が製造されたのみであったが、関東大震災によりCS1を製造していた芝浦製作所が操業を停止したため、CS2も本格導入されている。また、主制御器の制御線電圧は当初は当時の標準である直流600 Vであったが、後に64100形のうち、架線電圧1500 Vに対応した1925年度製造分から採用された直流100 Vに引下げられている。
このほか、パンタグラフは1916年度から1931年度に製作された車両に搭載されているPS2を43200形および43850形に1基搭載するほか、電動発電機、MH16B-AK3電動空気圧縮機をも同じく43200形および43850形にそれぞれ1基ずつ搭載している。また、デハ33500系以前の形式では各種電線は腰掛下等にそのまま配線されていたが、本系列より電線を床下台枠下部等に通した電線管内に配線している。
ブレーキ装置は、自動空気ブレーキと、運転室付の車両は手ブレーキ装置を装備している。
連結器は自動連結器を装備しており、電気連結器は、低圧引通は制御用のものを自動連結器の両側に1箇所ずつ、架線電圧の高圧引通を1箇所設置しており、低圧引通用は7芯のもの、高圧引通用は単芯のものを使用している。

### 台車
43200形および43850形はTR14（後のDT10）を使用している。この台車はTR11を電車用としたもので、釣合梁を使用した揺れ式台車である。台車形式はデハ33500系と同じであるが、同形式用のものと比較して車体・台枠などと同様に各部寸法がメートル法に改められて軸距は2438 mmから2450 mmに変更となっている。このほか、台車枠は側梁が球山形鋼で端梁と横梁は形鋼、揺れ枕は形鋼組立品、車軸は10 t電動軸で車輪径は914 mm、基礎ブレーキ装置は直列式の両抱式となっている。
43100形および43550形は客車用で釣合梁を使用した揺枕式台車であるTR11を使用している。台車枠は側梁、端梁、横梁ともに形鋼、揺れ枕は形鋼組立品、車軸は10 t長軸で車輪径は客貨車と共通とするため860 mmとなっており、基礎ブレーキ装置は並列式の両抱式となっている。

## 基本形式

### 43200形
本系列の基幹形式として製造された二扉クロスシートの広幅・長形木造車体を備える三等制御電動車である。前面は平妻で中央に貫通扉を設けた3枚窓、側面窓配置はd1D1441D11である。
本形式は、1923年度および1924年度の2年度にわたり、日本車輌製造本社および同社東京支店で計65両が製造されたが、汽車製造東京支店製造車の一部（9両、）は製造途中で関東大震災により焼失し、そのため一部の番号と製造年次が入れ替わっているものがある。また、東京支店で焼失した車両の台枠電装品は、1924年製の43850形デハユニ43851 - デハユニ43855、63100形デハ63128 - デハ63131新造の際に再用された。製造の状況は、次のとおり。
- 1922年度（32両）
  - デハ43200 - デハ43209 : 日本車輌製造本社（10両）
  - デハ43210 - デハ43221 : 日本車輌製造東京支店（12両）
  - デハ43222 - デハ43231 : 日本車輌製造東京支店（10両。計画では43235までの14両）
- 1923年度（33両）
  - デハ43236 - デハ43248 : 日本車輌製造東京支店（13両）
  - デハ43249 - デハ43264 : 日本車輌製造本社（15両）
  - デハ43232 - デハ43235 : 日本車輌製造本社（4両。1923年度前期の欠車分を埋番）

### 43850形
三等郵便荷物合造の制御電動車で、1924年に6両（デハユニ43850 - デハユニ43855）、1925年度に1両（デハユニ43856）が汽車製造東京支店で製造された。落成が関東大震災後となったため、京浜線用として座席はすべてロングシートであり、郵便室後部の乗降扉が車端側の乗降扉よりも幅が狭い。車内の構成は、前位から運転室・荷物室・郵便室・三等室となっている。前面は合造車であることから非貫通の3枚窓で、側面窓配置はd1D（荷）11D（郵）1D31D11である。
前述のように、一部の車両は関東大震災で被災し焼失した未成車両の台枠等を流用している。

### 43100形
二等付随車で、電車用の二等車として初めてボックスシートを設備した形式で、側面窓配置は2D122221D2である。この形式は、京浜線でも原設計のまま使用され続け、他の同系車が製造中止となる中で、震災後の輸送量増加に伴う二等・三等合造車の全室二等車化への対応のための増備が行われた。総両数は24両で、製造の状況は次のとおり。
- 1922年度
  - サロ43100 - サロ43111 : 日本車輌製造東京支店（12両）
- 1923年度後期
  - サロ43112 - サロ43121 : 日本車輌製造東京支店（10両）
- 1924年度
  - サロ43122 - サロ43123 : 日本車輌製造東京支店（2両）

### 43550形
三等付随車で、国有鉄道の電車として初めて便所と洗面所を設置したが、1922年度に8両が製造されたのみである。43200形とは車体形状が異なり、側面窓配置は2D2332D2である。
- 1922年度
  - サハ43550 - サハ43557：日本車輌製造東京支店（8両）

原仕様のままで使用された期間は短く、1925年にはトイレと洗面所を撤去している。

## デハ63100系への改造
関東大震災により小田原線で使用する計画は中止され、京浜線で使用されることとなった際に、43100形を除く本系列を近距離用に改造することとなり、43200形と43550形は車体中央部に乗降扉を増設のうえ座席をロングシートとしてそれぞれ63100形および33550形に編入、43850形は郵便室と荷物室を客室に改造し、車体中央の乗降扉を910 ｍｍ幅から1100 mm幅に拡幅して63100形に編入した。
改造は1926年度から1927年度にかけて施工されて側面窓配置が43200形改造車はd1D13D31D11、43850形改造車はdD131D131D11、43550形改造車は2D22D22D2となり、年度別の施工の状況は、次のとおりである。なお、63100形に編入された車両については、運転台の向きと番号の奇数・偶数を揃えるため、番号の入れ替わりが生じている。以降の変遷は国鉄デハ63100系電車を参照。
- 1926年度（47両）
  - デハ43200 - デハ43231 → デハ63224, デハ63223, デハ63226, デハ63227 - デハ63254, デハ63225（32両）
  - デハユニ43850 - デハユニ43856 → デハ63257, デハ63255, デハ63256, デハ63261, デハ63258, デハ63259, デハ63260（7両）
  - サハ43550 - サハ43556 → サハ33690- サハ33697（8両）
- 1927年度（33両）
  - デハ43232 - デハ43264 → デハ63262 - デハ63294（33両）

## 1928年車両形式称号規程改正にともなう変更
1928年10月1日に施行された車両形式称号規程改正では、43100形（サロ43100 - サロ43123）がサロ18形（18001 - 18024）に改称された。

## 鋼体化改造
サロ18形は改番後、18005が1936年に事故廃車となり、その他は1937年度に鋼体化を実施して二等車のサロ76形とする計画であったが、1938年9月に京浜線の二等車が廃止されたことにともない計画は一旦中止となった。その後、1939年度から1940年度にかけて、サロ18形は鋼体化されて全車がクハ65形となり、この際の新旧番号対照は次のとおりである。以降の変遷は国鉄50系電車を参照。
- 18001 → 65153
- 18002 → 65080
- 18003 → 65081
- 18004 → 65082
- 18006 → 65083
- 18007 → 65084

- 18008 → 65152
- 18009 → 65155
- 18010 → 65154
- 18011 → 65085
- 18012 → 65086
- 18013 → 65087

- 18014 → 65103
- 18015 → 65089
- 18016 → 65090
- 18017 → 65091
- 18018 → 65092
- 18019 → 65093

- 18020 → 65094
- 18021 → 65095
- 18022 → 65096
- 18023 → 65097
- 18024 → 65098

## 運用
本系列は1922年度に製造が開始され、デハ43200形は1923年7月に日本車両製2両、日車支店製2両が竣工した時点で関東大震災により製造は一旦停止されたが同年10月7日には続く車両が竣工している。
しかし、関東大震災による鉄道施設の災害復旧のために電化工事は一旦中止となり、再開ののち1925年12月25日に東京 - 国府津および大船 - 横須賀間で、翌1926年2月1日には国府津 - 小田原間が電化されたが、電車による運転計画は中止となって電気機関車牽引による運転となり、1934年12月1日には丹那トンネルが開通して電気機関車牽引が沼津までが延長されている。
一方、大震災後の市街地の郊外へ拡大に伴う輸送事情の変化により、本系列クラスの大型車両で3扉・ロングシートの車両を導入することとなって製造はデハ63100系に移行し、デハ43200系も同系列に編入され、1925年に1500Vに昇圧された京浜線で運行された。
京浜線で使用されていたサロ18形（元43100形）のうち17両は、1930年3月15日から開始された横須賀線の電車に32系電車の導入が間に合わなかったため、同系列導入までの間、中央線や京浜線から捻出したモハ30形33両、モハ31形18両、クハ15形16両、サハ25形14両、サハ36形3両、サロ18形17両とともに、基本編成6両、増結編成3両の編成で運行されている。